# 埃尔萨乌戈
埃尔萨乌戈，是西班牙卡斯蒂利亚-莱昂萨拉曼卡省的一个市镇。 总面积59平方公里，总人口254人（2001年），人口密度4人/平方公里。